# Hyriidae
Hyriidae es una familia taxonómica de mejillones de agua dulce, moluscos bivalvos acuáticos del orden Unionida. 
Esta familia es originaria de América del Sur, Australia, Nueva Zelanda y Nueva Guinea. Como todos los miembros de ese orden, pasan por una etapa larval que es parasitaria de los peces.
La clasificación reconocida por Banarescu (1995) utiliza tres subfamilias. Esta familia contiene dieciocho géneros.

## Subfamilias y géneros

### Hyriinae
Los géneros dentro de la subfamilia Hyriinae, de América del Sur, incluyen:
- Paxyodonte
- Castalina
- Chevronaias

#### Tribu Castaliana
- Castalia
- Castaliella
- Callonaia

#### Tribu Hyrin
- Una contribución
- triplodón

#### Tribu Rhipidodontini
- diplodón

### Cucumerunioninae
Los géneros dentro de la subfamilia Cucumerunioninae, de Australasia, incluyen:
- Equiridella
- Pepino
- Hyridella
- Virgo

### Velesunioninae
Los géneros dentro de la subfamilia Velesunioninae, de Australasia, incluyen:
- Alathyria
- Alathyria jacksoni
- Haasodonta
- Lortiella
- Microdoncia
- Velesunis
- Western Union